# Liste der Naturdenkmäler in Graun im Vinschgau
Die Liste der Naturdenkmäler in Graun im Vinschgau (italienisch Graun im Vinschgau) enthält die sechzehn als Naturdenkmal ausgewiesenen Objekte auf dem Gebiet der Gemeinde Graun im Vinschgau in Südtirol.
Basis ist das im Internet einsehbare offizielle Verzeichnis der Naturdenkmäler in Südtirol (Stand: 23. Januar 2015). Dabei kann es sich um botanische, geologische oder hydrologische Naturdenkmäler handeln. Die Reihenfolge in dieser Liste orientiert sich an der ID, alternativ ist sie auch nach dem Namen sortierbar.

## Liste
| Foto |                 | Name                                           | Standort                     | Beschreibung                                           |
| ---- | --------------- | ---------------------------------------------- | ---------------------------- | ------------------------------------------------------ |
| ja   | Datei hochladen | Etschquelle ID: 025_G01                        | 46° 50′ 7″ N, 10° 30′ 53″ O  | Hydrologisches Naturdenkmal: Quelle                    |
| BW   | Datei hochladen | Auf'n Moos ID: 025_G02                         | 46° 50′ 40″ N, 10° 31′ 3″ O  | Hydrologisches Naturdenkmal: Niedermoor                |
| BW   | Datei hochladen | Reliktwald Malser Haide ID: 025_G03            | 46° 44′ 35″ N, 10° 32′ 25″ O | Botanisches Naturdenkmal: Reliktwald                   |
| BW   | Datei hochladen | Uferterrassen Einmündung Rieglbach ID: 025_G04 | 46° 48′ 56″ N, 10° 35′ 21″ O | Geologisches Naturdenkmal: Flussmorphologisches Objekt |
| BW   | Datei hochladen | Urlärchen Pazin ID: 025_G05                    | 46° 50′ 4″ N, 10° 36′ 44″ O  | Botanisches Naturdenkmal: Lärche                       |
| ja   | Datei hochladen | Flusslandschaft Karlinbach ID: 025_G06         | 46° 49′ 55″ N, 10° 39′ 55″ O | Hydrologisches Naturdenkmal: Bach                      |
| BW   | Datei hochladen | Pazineralmseemoos ID: 025_G07                  | 46° 51′ 2″ N, 10° 36′ 10″ O  | Hydrologisches Naturdenkmal: Feuchtgebiet              |
| BW   | Datei hochladen | Paziner Almmoor ID: 025_G08                    | 46° 50′ 42″ N, 10° 36′ 51″ O | Hydrologisches Naturdenkmal: Niedermoor                |
| BW   | Datei hochladen | Schwemmseen ID: 025_G09                        | 46° 51′ 17″ N, 10° 37′ 17″ O | Hydrologisches Naturdenkmal: See                       |
| BW   | Datei hochladen | Kapplseen ID: 025_G10                          | 46° 51′ 37″ N, 10° 38′ 22″ O | Hydrologisches Naturdenkmal: See                       |
| BW   | Datei hochladen | Kapplmöser ID: 025_G11                         | 46° 51′ 20″ N, 10° 38′ 20″ O | Hydrologisches Naturdenkmal: Feuchtgebiet              |
| BW   | Datei hochladen | Madermoos ID: 025_G12                          | 46° 49′ 31″ N, 10° 37′ 26″ O | Hydrologisches Naturdenkmal: Feuchtgebiet              |
| ja   | Datei hochladen | Seeber Seenplatte ID: 025_G13                  | 46° 46′ 28″ N, 10° 35′ 55″ O | Hydrologisches Naturdenkmal: Feuchtgebiet              |
| BW   | Datei hochladen | Möser ID: 025_G14                              | 46° 46′ 1″ N, 10° 35′ 5″ O   | Hydrologisches Naturdenkmal: Niedermoor                |
| BW   | Datei hochladen | Gamper Moos ID: 025_G15                        | 46° 47′ 55″ N, 10° 28′ 26″ O | Hydrologisches Naturdenkmal: Feuchtgebiet              |
| BW   | Datei hochladen | Gamperalmboden ID: 025_G16                     | 46° 48′ 12″ N, 10° 28′ 49″ O | Hydrologisches Naturdenkmal: Niedermoor                |

| Foto: | Fotografie des Naturdenkmals. Klicken des Fotos erzeugt eine vergrößerte Ansicht. Daneben finden sich zwei Symbole: |
| ID    | Identifikator bei der Abteilung Natur, Landschaft und Raumentwicklung der Südtiroler Landesverwaltung               |